# DidiWiki
DidiWiki是一个小巧简单的Wiki实现，由Matthew Allum以C语言來編寫。它可用做个人笔记、列出要做事情的清单和其它您能想到的用途。Didiwiki是自由软件，在GNU以GPL形式发布。它使用的格式风格与kwiki和一些cvstrac的webserver代码相似，特色是用戶不需要额外安裝Apache之類的伺服器，及無需倚賴外部的數據庫系統。

## 外部連結
- DidiWiki - SWiK （页面存档备份，存于）